# Phyllogomphoides undulatus
Phyllogomphoides undulatus là loài chuồn chuồn trong họ Gomphidae. Loài này được Needham mô tả khoa học đầu tiên năm 1944.